# سامانتا باردینی
سامانتا باردینی (متولد ۲۷ فوریه ۱۹۷۷) بازیکن سافت بال اهل ایتالیا است که در بازی‌های المپیک تابستانی ۲۰۰۴ شرکت کرده است.